# Le Samyn 2013
Le Samyn est une course cycliste belge disputée entre Frameries et Dour, dans la province de Hainaut. L'épreuve fait partie de l'UCI Europe Tour 2013 en catégorie 1.1. Il s'agit de la 1re épreuve de la saison en Wallonie, quelques jours après le week-end d'ouverture comprenant le Circuit Het Nieuwsblad.

## Présentation

### Équipes
Classé en catégorie 1.1 de l'UCI Europe Tour, Le Samyn est par conséquent ouvert aux UCI ProTeams dans la limite de 50 % des équipes participantes, aux équipes continentales professionnelles, aux équipes continentales et à des équipes nationales.
| Nom de l'équipe  | Pays        | Code |
| ---------------- | ----------- | ---- |
| AG2R La Mondiale | France      | ALM  |
| FDJ              | France      | FDJ  |
| Katusha          | Russie      | KAT  |
| Lotto-Belisol    | Belgique    | LTB  |
| Sky              | Royaume-Uni | SKY  |
| Vacansoleil-DCM  | Pays-Bas    | VCD  |

| Nom de l'équipe                | Pays     | Code |
| ------------------------------ | -------- | ---- |
| Colba-Superano Ham             | Belgique | CMD  |
| Color Code-Biowanze            | Belgique | CCB  |
| Doltcini-Flanders              | Belgique | DOL  |
| Roubaix Lille Métropole        | France   | RLM  |
| T.Palm-Pôle Continental Wallon | Belgique | PCW  |
| To Win-Josan                   | Belgique | TWJ  |
| Verandas Willems               | Belgique | WIL  |
| Wallonie-Bruxelles             | Belgique | WBC  |

| Nom de l'équipe              | Pays           | Code |
| ---------------------------- | -------------- | ---- |
| Accent Jobs-Wanty            | Belgique       | AJW  |
| Bretagne-Séché Environnement | France         | BSE  |
| Caja Rural                   | Espagne        | CJR  |
| Cofidis                      | France         | COF  |
| Crelan-Euphony               | Belgique       | CRE  |
| Europcar                     | France         | EUC  |
| MTN-Qhubeka                  | Afrique du Sud | MTN  |
| NetApp-Endura                | Allemagne      | TNE  |
| Sojasun                      | France         | SOJ  |
| Topsport Vlaanderen-Baloise  | Belgique       | TSV  |
| UnitedHealthcare             | États-Unis     | UHC  |

## Classement final
|    | Coureur            | Équipe           |    | Temps           |
| -- | ------------------ | ---------------- | -- | --------------- |
| 1  | Alexey Tsatevitch  | Katusha          | en | 5 h 05 min 19 s |
| 2  | Kris Boeckmans     | Vacansoleil-DCM  | +  | m.t             |
| 3  | Adrien Petit       | Cofidis          |    | m.t             |
| 4  | Kenny Dehaes       | Lotto-Belisol    |    | m.t             |
| 5  | Kristian Sbaragli  | MTN-Qhubeka      |    | m.t             |
| 6  | Alessandro Bazzana | UnitedHealthcare |    | m.t             |
| 7  | Scott Thwaites     | NetApp-Endura    |    | m.t             |
| 8  | Andreas Stauff     | MTN-Qhubeka      |    | m.t             |
| 9  | Christopher Sutton | Sky              |    | m.t             |
| 10 | Marco Haller       | Katusha          |    | m.t             |

## Liste des participants
| Légende | Légende                                                    | Légende | Légende                                          |
| ------- | ---------------------------------------------------------- | ------- | ------------------------------------------------ |
| Num     | Dossard de départ porté par le coureur sur ce Samyn        | Pos     | Position à l'arrivée de la course                |
| NP      | Indique un coureur qui n'a pas pris le départ de la course | AB      | Indique un coureur qui n'a pas terminé la course |
| HD      | Indique un coureur qui a terminé la course hors des délais |         |                                                  |

| FDJ | FDJ                   | FDJ  |
| --- | --------------------- | ---- |
| Num | Coureur               | Pos  |
| 1   | Arnaud Démare (FRA)   | 44e  |
| 2   | David Boucher (FRA)   | 81e  |
| 3   | Sandy Casar (FRA)     | AB   |
| 4   | Laurent Pichon (FRA)  | 116e |
| 5   | Mickaël Delage (FRA)  | 23e  |
| 6   | Johan Le Bon (FRA)    | 115e |
| 7   | Cédric Pineau (FRA)   | AB   |
| 8   | Jussi Veikkanen (FIN) | AB   |

| Lotto-Belisol LTB | Lotto-Belisol LTB         | Lotto-Belisol LTB |
| ----------------- | ------------------------- | ----------------- |
| Num               | Coureur                   | Pos               |
| 11                | Gaëtan Bille (BEL)        | 38e               |
| 12                | Brian Bulgaç (NED)        | 50e               |
| 13                | Kenny Dehaes (BEL)        | 4e                |
| 14                | Olivier Kaisen (BEL)      | 55e               |
| 15                | Maarten Neyens (BEL)      | 128e              |
| 16                | Fréderique Robert (BEL)   | AB                |
| 17                | Tosh Van der Sande (BEL)  | AB                |
| 18                | Jonas Van Genechten (BEL) | 80e               |

| Sky SKY | Sky SKY                                          | Sky SKY |
| ------- | ------------------------------------------------ | ------- |
| Num     | Coureur                                          | Pos     |
| 21      | Bernhard Eisel (AUT)                             | AB      |
| 22      | Mathew Hayman (AUS)                              | 77e     |
| 23      | Salvatore Puccio (ITA)                           | 49e     |
| 24      | Gabriel Rasch (NOR)                              | 35e     |
| 25      | Luke Rowe (GBR)                                  | AB      |
| 26      | Christopher Sutton (AUS)                         | 9e      |
| 27      | Ian Stannard (GBR) → Champion de Grande-Bretagne | 3e      |
| 28      | Geraint Thomas (GBR)                             | 78e     |

| AG2R La Mondiale ALM | AG2R La Mondiale ALM                            | AG2R La Mondiale ALM |
| -------------------- | ----------------------------------------------- | -------------------- |
| Num                  | Coureur                                         | Pos                  |
| 31                   | Gediminas Bagdonas (LTU) → Champion de Lituanie | 70e                  |
| 32                   | Julien Bérard (FRA)                             | 111e                 |
| 33                   | Axel Domont (FRA)                               | 32e                  |
| 34                   | Hugo Houle (CAN)                                | 89e                  |
| 35                   | Sébastien Minard (FRA)                          | 76e                  |
| 36                   | Julian Kern (GER)                               | 71e                  |
| 37                   | Anthony Ravard (FRA)                            | 52e                  |
| 38                   | Christophe Riblon (FRA)                         | AB                   |

| Vacansoleil-DCM VCD | Vacansoleil-DCM VCD      | Vacansoleil-DCM VCD |
| ------------------- | ------------------------ | ------------------- |
| Num                 | Coureur                  | Pos                 |
| 41                  | Kris Boeckmans (BEL)     | 2e                  |
| 42                  | Thomas De Gendt (BEL)    | AB                  |
| 43                  | Bert-Jan Lindeman (NED)  | 66e                 |
| 44                  | Wouter Mol (NED)         | 103e                |
| 45                  | Frederik Veuchelen (BEL) | 112e                |
| 46                  | Kenny van Hummel (NED)   | 67e                 |
| 47                  | Boy van Poppel (NED)     | 105e                |
| 48                  | Willem Wauters (BEL)     | AB                  |

| Katusha KAT | Katusha KAT                  | Katusha KAT |
| ----------- | ---------------------------- | ----------- |
| Num         | Coureur                      | Pos         |
| 51          | Marco Haller (AUT)           | 10e         |
| 52          | Mikhail Ignatiev (RUS)       | 121e        |
| 53          | Timofey Kritskiy (RUS)       | 45e         |
| 54          | Viatcheslav Kouznetsov (RUS) | 21e         |
| 55          | Rüdiger Selig (GER)          | AB          |
| 56          | Alexander Porsev (RUS)       | 59e         |
| 57          | Alexey Tsatevitch (RUS)      | 1re         |
| 58          | Anton Vorobyev (RUS)         | 86e         |

| Cofidis COF | Cofidis COF           | Cofidis COF |
| ----------- | --------------------- | ----------- |
| Num         | Coureur               | Pos         |
| 61          | Florent Barle (FRA)   | 94e         |
| 62          | Julien Fouchard (FRA) | 63e         |
| 63          | Edwig Cammaerts (BEL) | AB          |
| 64          | Jan Ghyselinck (BEL)  | 28e         |
| 65          | Gert Jõeäär (EST)     | 73e         |
| 66          | Arnaud Labbe (FRA)    | 65e         |
| 67          | Adrien Petit (FRA)    | 3e          |
| 68          | Nico Sijmens (BEL)    | 60e         |

| Europcar EUC | Europcar EUC             | Europcar EUC |
| ------------ | ------------------------ | ------------ |
| Num          | Coureur                  | Pos          |
| 71           | Sébastien Chavanel (FRA) | 37e          |
| 72           | Jérôme Cousin (FRA)      | 101e         |
| 73           | Damien Gaudin (FRA)      | 102e         |
| 74           | Yohann Gène (FRA)        | 74e          |
| 75           | Morgan Lamoisson (FRA)   | 75e          |
| 76           | Björn Thurau (GER)       | AB           |
| 78           | Thomas Voeckler (FRA)    | 13e          |

| Sojasun SOJ | Sojasun SOJ               | Sojasun SOJ |
| ----------- | ------------------------- | ----------- |
| Num         | Coureur                   | Pos         |
| 81          | Maxime Daniel (FRA)       | 16e         |
| 82          | Christophe Laborie (FRA)  | 54e         |
| 83          | Rony Martias (FRA)        | 87e         |
| 84          | Jean-Lou Paiani (FRA)     | 92e         |
| 85          | Étienne Tortelier (FRA)   | AB          |
| 86          | Jérémie Galland (FRA)     | 41e         |
| 87          | Evaldas Šiškevičius (LTU) | 91e         |

| Crelan-Euphony CRE | Crelan-Euphony CRE        | Crelan-Euphony CRE |
| ------------------ | ------------------------- | ------------------ |
| Num                | Coureur                   | Pos                |
| 91                 | Kevin Peeters (BEL)       | AB                 |
| 92                 | Jonathan Breyne (BEL)     | 82e                |
| 94                 | Kurt Hovelijnck (BEL)     | 83e                |
| 95                 | Egidijus Juodvalkis (LTU) | 47e                |
| 96                 | Pieter Van Herck (BEL)    | AB                 |
| 97                 | Kevin Claeys (BEL)        | AB                 |

| Topsport Vlaanderen-Baloise TSV | Topsport Vlaanderen-Baloise TSV | Topsport Vlaanderen-Baloise TSV |
| ------------------------------- | ------------------------------- | ------------------------------- |
| Num                             | Coureur                         | Pos                             |
| 101                             | Michael Van Staeyen (BEL)       | 19e                             |
| 102                             | Kevin De Jonghe (BEL)           | 122e                            |
| 103                             | Preben Van Hecke (BEL)          | 24e                             |
| 104                             | Thomas Sprengers (BEL)          | AB                              |
| 105                             | Laurens De Vreese (BEL)         | 29e                             |
| 106                             | Sander Armée (BEL)              | 97e                             |
| 107                             | Sander Helven (BEL)             | 95e                             |
| 108                             | Eliot Lietaer (BEL)             | 56e                             |

| Accent Jobs-Wanty AJW | Accent Jobs-Wanty AJW   | Accent Jobs-Wanty AJW |
| --------------------- | ----------------------- | --------------------- |
| Num                   | Coureur                 | Pos                   |
| 111                   | Nicolas Vogondy (FRA)   | AB                    |
| 112                   | Danilo Napolitano (ITA) | AB                    |
| 113                   | Jérôme Gilbert (BEL)    | 123e                  |
| 114                   | Tim De Troyer (BEL)     | 27e                   |
| 115                   | Stefan van Dijk (NED)   | 11e                   |
| 116                   | Roy Jans (BEL)          | AB                    |
| 117                   | Steven Caethoven (BEL)  | 68e                   |
| 118                   | Will Routley (CAN)      | 126e                  |

| NetApp-Endura TNE | NetApp-Endura TNE          | NetApp-Endura TNE |
| ----------------- | -------------------------- | ----------------- |
| Num               | Coureur                    | Pos               |
| 121               | Blaž Jarc (SLO)            | 18e               |
| 122               | Roger Kluge (GER)          | 57e               |
| 123               | Jonathan McEvoy (GBR)      | 79e               |
| 124               | Erick Rowsell (GBR)        | 99e               |
| 125               | Michael Schwarzmann (GER)  | 119e              |
| 126               | Scott Thwaites (GBR)       | 7e                |
| 127               | Alexander Wetterhall (SWE) | AB                |
| 128               | Markus Eichler (GER)       | 25e               |

| Bretagne-Séché Environnement BSE | Bretagne-Séché Environnement BSE | Bretagne-Séché Environnement BSE |
| -------------------------------- | -------------------------------- | -------------------------------- |
| Num                              | Coureur                          | Pos                              |
| 131                              | Gaël Malacarne (FRA)             | 61e                              |
| 132                              | Florian Vachon (FRA)             | 64e                              |
| 133                              | Benjamin Le Montagner (FRA)      | 51e                              |
| 134                              | Pierre-Luc Périchon (FRA)        | 100e                             |
| 135                              | Jean-Luc Delpech (FRA)           | 48e                              |
| 136                              | Clément Koretzky (FRA)           | 33e                              |
| 137                              | Renaud Dion (FRA)                | 39e                              |
| 138                              | Erwann Corbel (FRA)              | AB                               |

| UnitedHealthcare UHC | UnitedHealthcare UHC                     | UnitedHealthcare UHC |
| -------------------- | ---------------------------------------- | -------------------- |
| Num                  | Coureur                                  | Pos                  |
| 141                  | Alessandro Bazzana (ITA)                 | 6e                   |
| 142                  | Benjamin Day (AUS)                       | AB                   |
| 143                  | Christopher Jones (USA)                  | AB                   |
| 144                  | Davide Frattini (ITA)                    | 42e                  |
| 145                  | Adrian Hegyvary (USA)                    | AB                   |
| 146                  | Marc de Maar (AHO) → Champion de Curaçao | 30e                  |
| 147                  | Kiel Reijnen (USA)                       | AB                   |

| MTN-Qhubeka MTN | MTN-Qhubeka MTN           | MTN-Qhubeka MTN |
| --------------- | ------------------------- | --------------- |
| Num             | Coureur                   | Pos             |
| 151             | Johann van Zyl (RSA)      | 125e            |
| 152             | Fregalsi Debesay (ERI)    | AB              |
| 153             | Ignatas Konovalovas (LTU) | 69e             |
| 154             | Andreas Stauff (GER)      | 8e              |
| 156             | Kristian Sbaragli (ITA)   | 5e              |
| 157             | Youcef Reguigui (ALG)     | AB              |
| 158             | Martin Reimer (GER)       | 40e             |

| T.Palm-Pôle Continental Wallon PCW | T.Palm-Pôle Continental Wallon PCW | T.Palm-Pôle Continental Wallon PCW |
| ---------------------------------- | ---------------------------------- | ---------------------------------- |
| Num                                | Coureur                            | Pos                                |
| 161                                | Julien Dechesne (BEL)              | AB                                 |
| 162                                | Louis Convens (BEL)                | AB                                 |
| 163                                | Axel Gremelpont (BEL)              | AB                                 |
| 164                                | Glenn Van De Maele (BEL)           | AB                                 |
| 165                                | Gaëtan Pons (BEL)                  | AB                                 |
| 166                                | Ian Vansumere (BEL)                | AB                                 |
| 167                                | Maxime Vekeman (BEL)               | AB                                 |
| 168                                | Andrew Ydens (BEL)                 | 107e                               |

| Doltcini-Flanders DOL | Doltcini-Flanders DOL      | Doltcini-Flanders DOL |
| --------------------- | -------------------------- | --------------------- |
| Num                   | Coureur                    | Pos                   |
| 171                   | Gorik Gardeyn (BEL)        | 31e                   |
| 172                   | Henryk Cardoen (BEL)       | AB                    |
| 173                   | Andris Smirnovs (LAT)      | AB                    |
| 174                   | Kevin Suarez (BEL)         | AB                    |
| 175                   | Darijus Džervus (LTU)      | 124e                  |
| 176                   | Thomas Vernaeckt (BEL)     | 22e                   |
| 177                   | Elias Van Breussegem (BEL) | AB                    |
| 178                   | Daniel Dominguez (ESP)     | AB                    |

| Verandas Willems WIL | Verandas Willems WIL        | Verandas Willems WIL |
| -------------------- | --------------------------- | -------------------- |
| Num                  | Coureur                     | Pos                  |
| 181                  | Olivier Pardini (BEL)       | 104e                 |
| 183                  | Niels Vandyck (BEL)         | 14e                  |
| 184                  | Kevin Thome (BEL)           | AB                   |
| 185                  | Sergio Ferrari (BEL)        | 120e                 |
| 186                  | Jean-Albert Carnevali (BEL) | 88e                  |
| 187                  | Dimitri Fauville (BEL)      | AB                   |
| 188                  | Olivier Poppe (BEL)         | 114e                 |

| To Win-Josan TWJ | To Win-Josan TWJ          | To Win-Josan TWJ |
| ---------------- | ------------------------- | ---------------- |
| Num              | Coureur                   | Pos              |
| 191              | Jérôme Baugnies (BEL)     | 12e              |
| 192              | Garrit Broeders (BEL)     | AB               |
| 193              | Steven Doms (BEL)         | 118e             |
| 194              | Dirk Finders (GER)        | AB               |
| 195              | Matti Stiens (BEL)        | AB               |
| 196              | Giovanni De Merlier (BEL) | 117e             |
| 197              | Elroy Elpers (BEL)        | AB               |
| 198              | Dominic Schils (GBR)      | AB               |

| Roubaix Lille Métropole RLM | Roubaix Lille Métropole RLM | Roubaix Lille Métropole RLM |
| --------------------------- | --------------------------- | --------------------------- |
| Num                         | Coureur                     | Pos                         |
| 201                         | Loïc Desriac (FRA)          | 96e                         |
| 202                         | Julien Duval (FRA)          | 17e                         |
| 203                         | Morgan Kneisky (FRA)        | AB                          |
| 204                         | Rudy Kowalski (FRA)         | 108e                        |
| 205                         | Kévin Lalouette (FRA)       | AB                          |
| 206                         | Maxime Le Montagner (FRA)   | 15e                         |
| 207                         | Cyrille Patoux (FRA)        | 98e                         |

| Colba-Superano Ham CMD | Colba-Superano Ham CMD    | Colba-Superano Ham CMD |
| ---------------------- | ------------------------- | ---------------------- |
| Num                    | Coureur                   | Pos                    |
| 211                    | Denis Flahaut (FRA)       | AB                     |
| 212                    | Victor Fobert (FRA)       | 127e                   |
| 213                    | Jurgen François (BEL)     | AB                     |
| 214                    | Sven Jodts (BEL)          | AB                     |
| 215                    | Quentin Tanis (FRA)       | AB                     |
| 216                    | Clément Lhotellerie (FRA) | 46e                    |
| 217                    | Niels Schittecatte (BEL)  | AB                     |
| 218                    | Yu Takenouchi (JPN)       | 84e                    |

| An Post-ChainReaction SKT | An Post-ChainReaction SKT | An Post-ChainReaction SKT |
| ------------------------- | ------------------------- | ------------------------- |
| Num                       | Coureur                   | Pos                       |
| 221                       | Niko Eeckhout (BEL)       | 20e                       |
| 222                       | Glenn O'Shea (AUS)        | AB                        |
| 223                       | Jack Wilson (IRL)         | 62e                       |
| 224                       | Sam Bennett (IRL)         | 72e                       |
| 225                       | Ronan McLaughlin (IRL)    | 109e                      |
| 226                       | Sean Downey (IRL)         | AB                        |
| 227                       | Alphonse Vermote (BEL)    | 53e                       |
| 228                       | Kieran Frend (GBR)        | AB                        |

| Color Code-Biowanze CCB | Color Code-Biowanze CCB | Color Code-Biowanze CCB |
| ----------------------- | ----------------------- | ----------------------- |
| Num                     | Coureur                 | Pos                     |
| 231                     | Florent Delfosse (BEL)  | 85e                     |
| 232                     | Ludwig De Winter (BEL)  | AB                      |
| 233                     | Serge Dewortelaer (BEL) | AB                      |
| 234                     | Thomas Wertz (BEL)      | 113e                    |
| 235                     | Florent Mottet (BEL)    | 93e                     |
| 236                     | Loïc Pestiaux (BEL)     | 106e                    |
| 237                     | Boris Vallée (BEL)      | AB                      |
| 238                     | Quentin Hoper (BEL)     | 110e                    |

| Wallonie-Bruxelles WBC | Wallonie-Bruxelles WBC  | Wallonie-Bruxelles WBC |
| ---------------------- | ----------------------- | ---------------------- |
| Num                    | Coureur                 | Pos                    |
| 241                    | Maxime Anciaux (BEL)    | AB                     |
| 242                    | Jonathan Dufrasne (BEL) | 43e                    |
| 243                    | Julien Stassen (BEL)    | 26e                    |
| 244                    | Antoine Demoitié (BEL)  | 58e                    |
| 245                    | Boris Dron (BEL)        | AB                     |
| 246                    | Laurent Évrard (BEL)    | 34e                    |
| 247                    | Fabio Polazzi (BEL)     | AB                     |
| 248                    | Justin Van Hoecke (BEL) | 90e                    |